# NGC 1398
NGC 1398 هي مجرة تتبع كوكبة الكور. اكتشفها تيودور فريدريك أوغست في 17 ديسمبر 1868.
تبعد نحو65 مليون سنة ضوئية من الأرض ، تــُرى في كوكبة الكور . يبلغ قطر المجرة 135000 سنة ضوئية ، وهي أصغر من مجرة درب التبانة. يوجد أكثر من 100 مليار نجم في تلك المجرة. تم اكتشافها لأول مرة من قبل فريدريك وينيك من كارلسروه بألمانيا في 17 ديسمبر 1868 ، بينما كان يبحث عن المذنبات.
هي جزء من عنقود إيردنوس المجري. في نفس المنطقة من السماء يوجد من بين أجرام أخرى المجرة NGC 1412. شوهد في تلك المنطقة مستعر أعظم SN 1996N من النوع Ib.

## Gallery

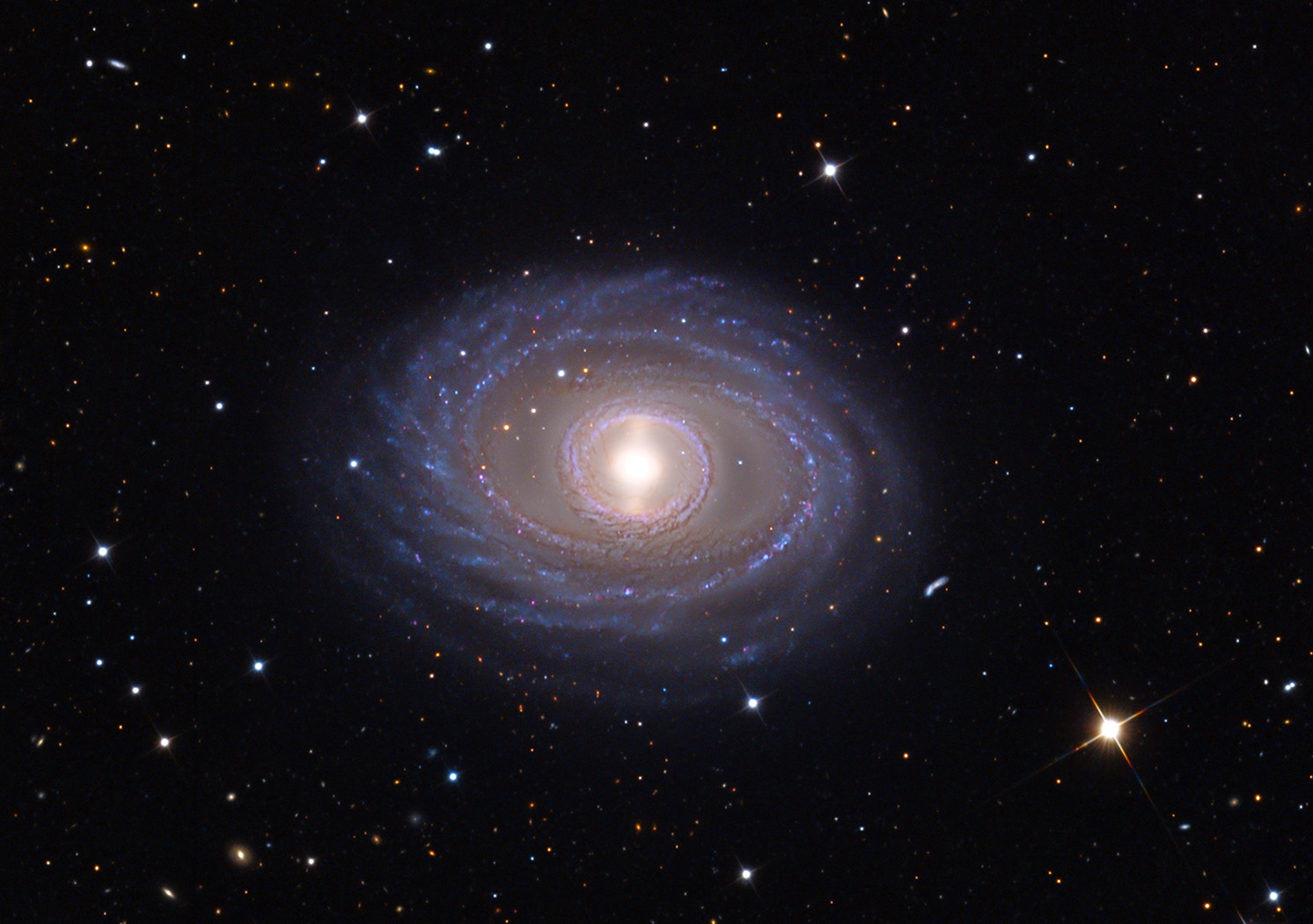
NGC 1398 من مرصد مونت ليمون Mount Lemmon Observatory
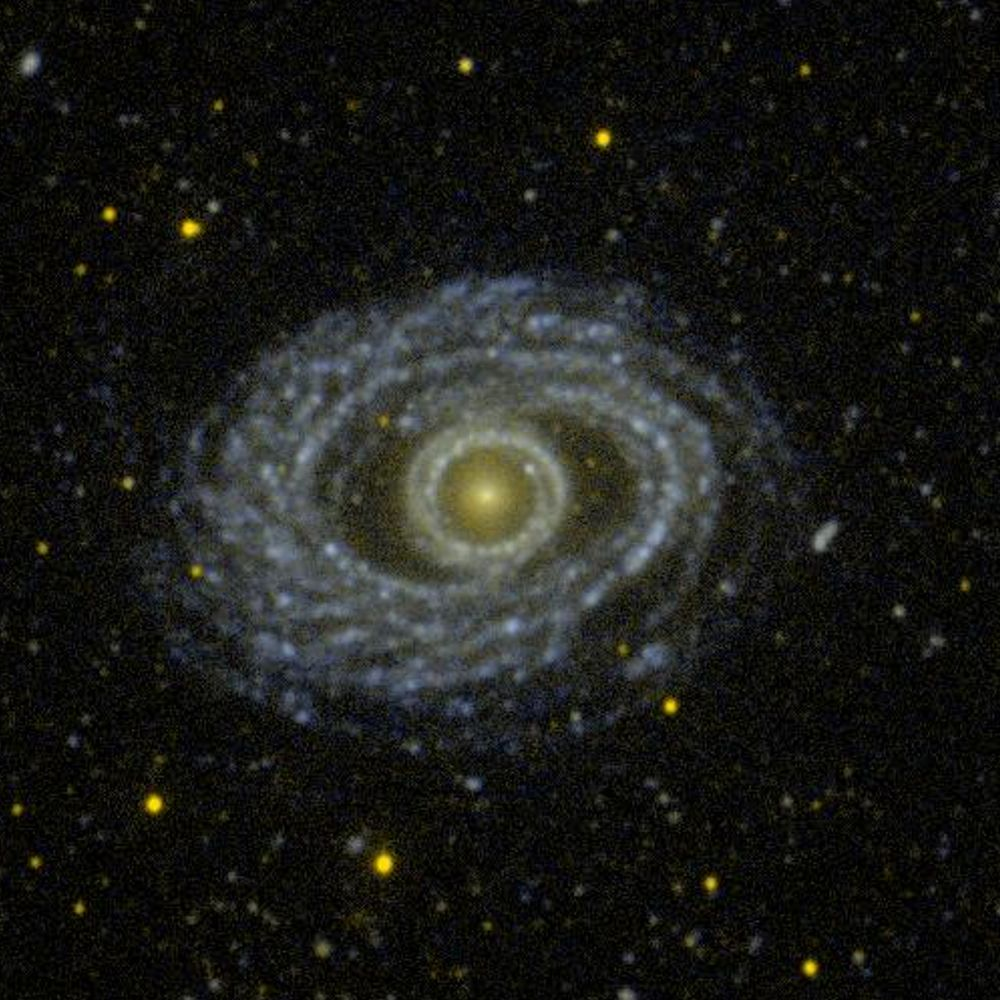
NGC 1398 by مستكشف تطور المجرات
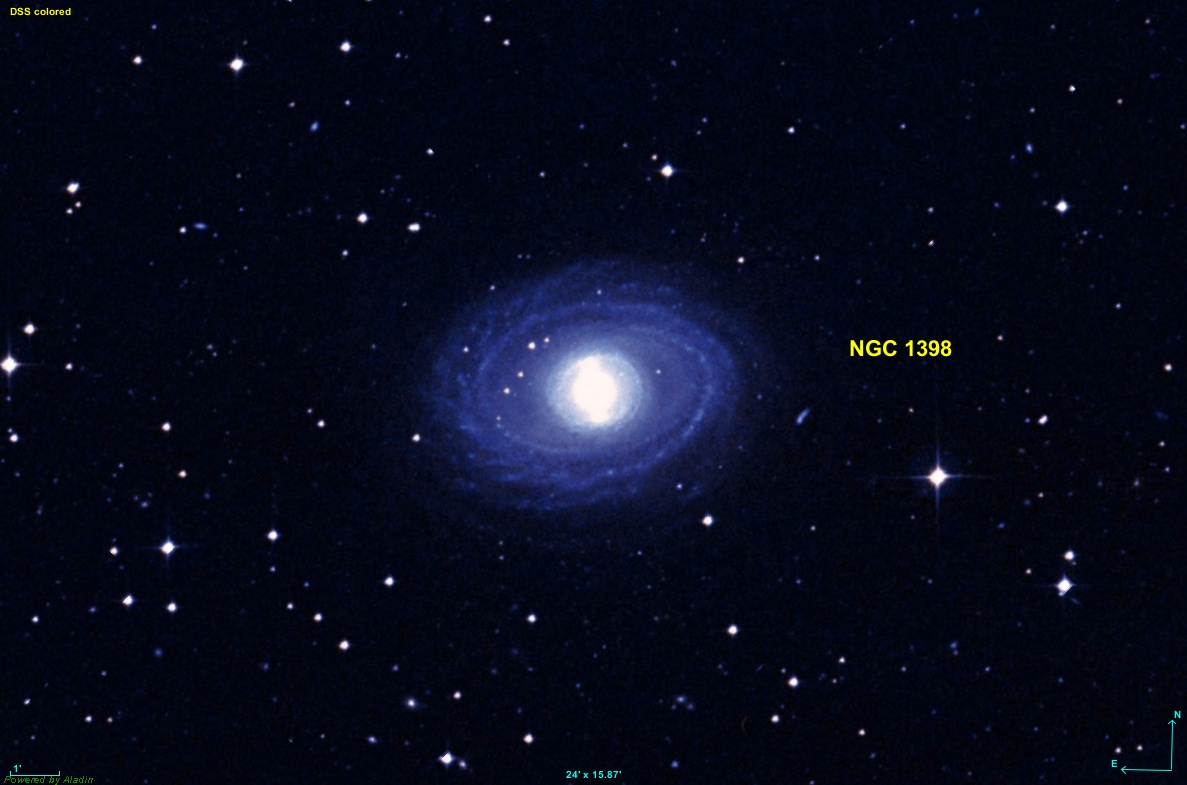
Digitized Sky Survey image of NGC 1398
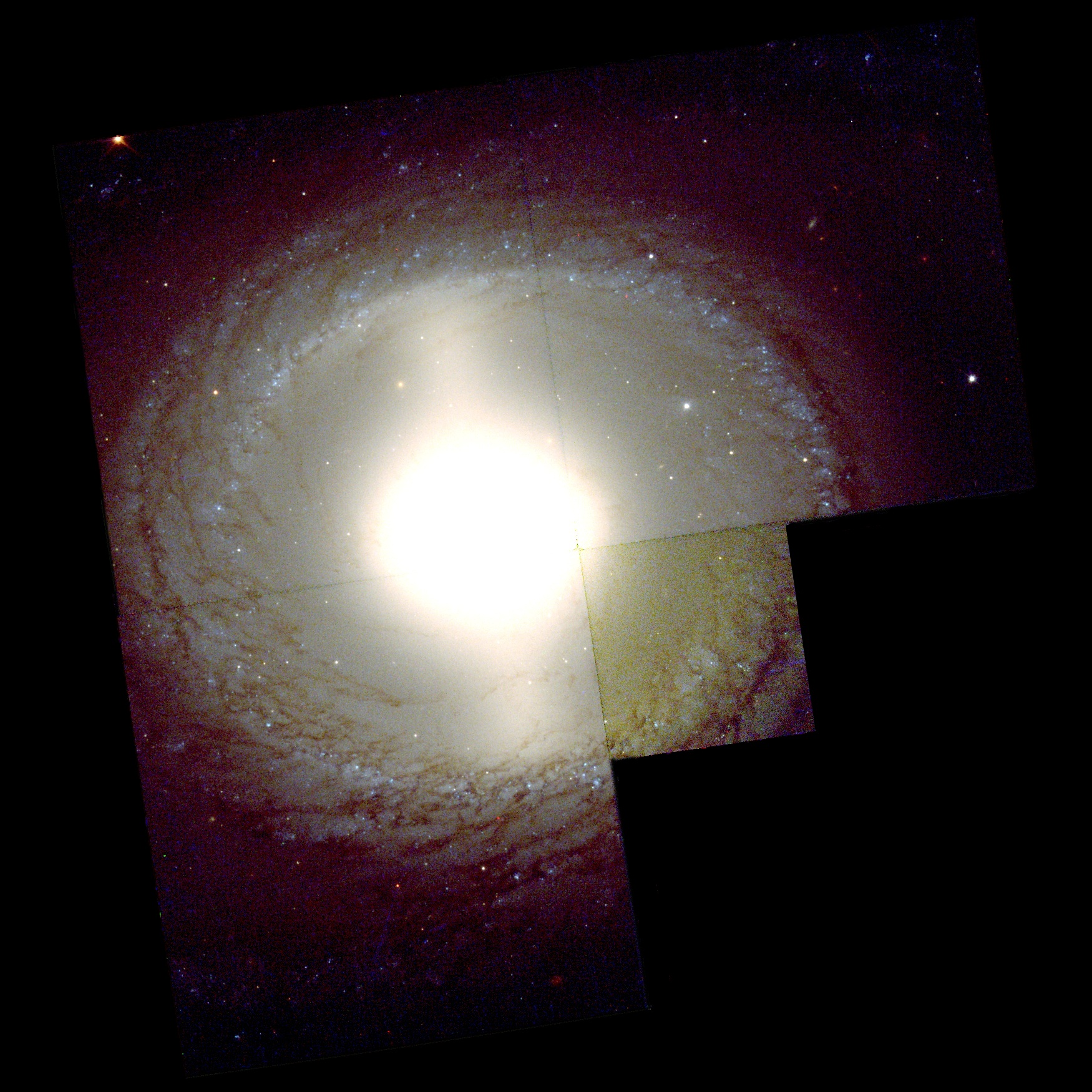
NGC 1398 صورة من تلسكوب هابل الفضائي
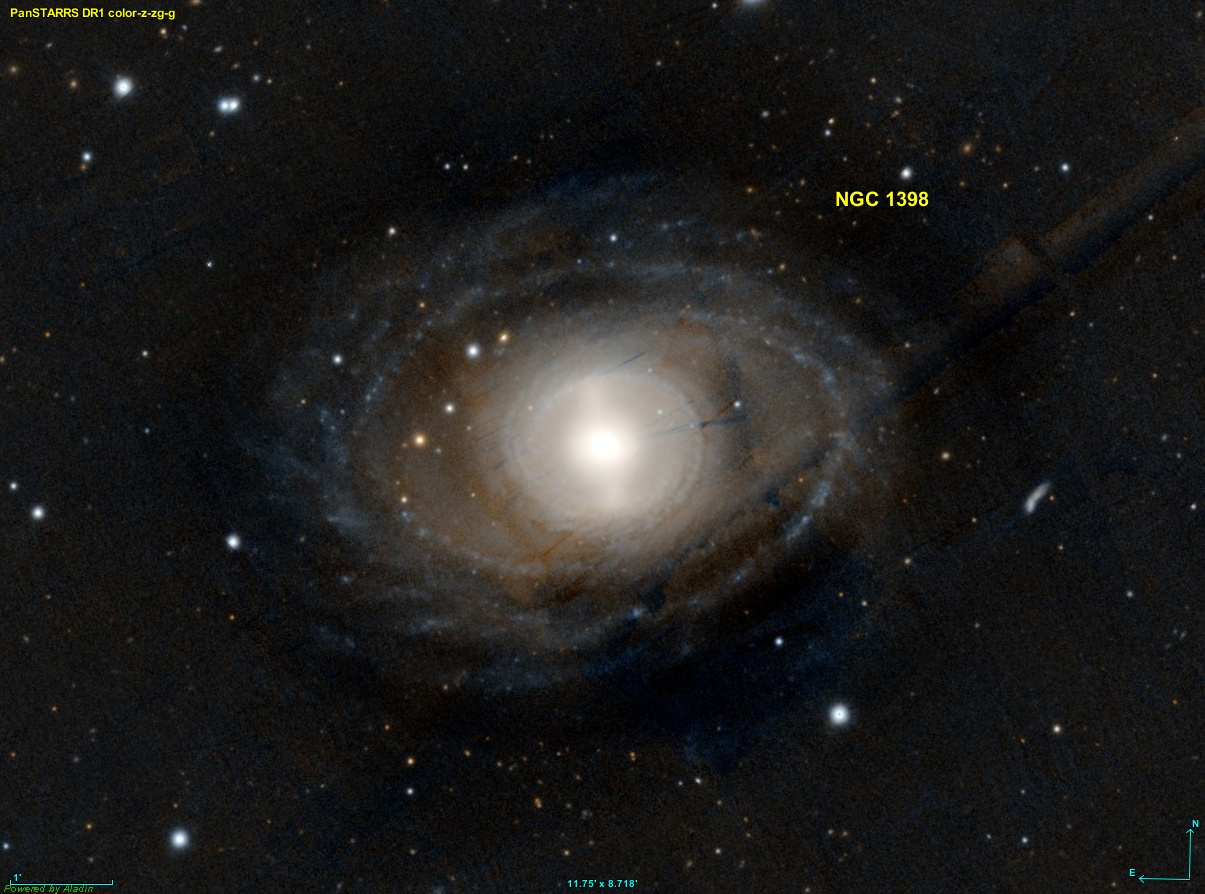
NGC 1398 by مقراب بان ستارز
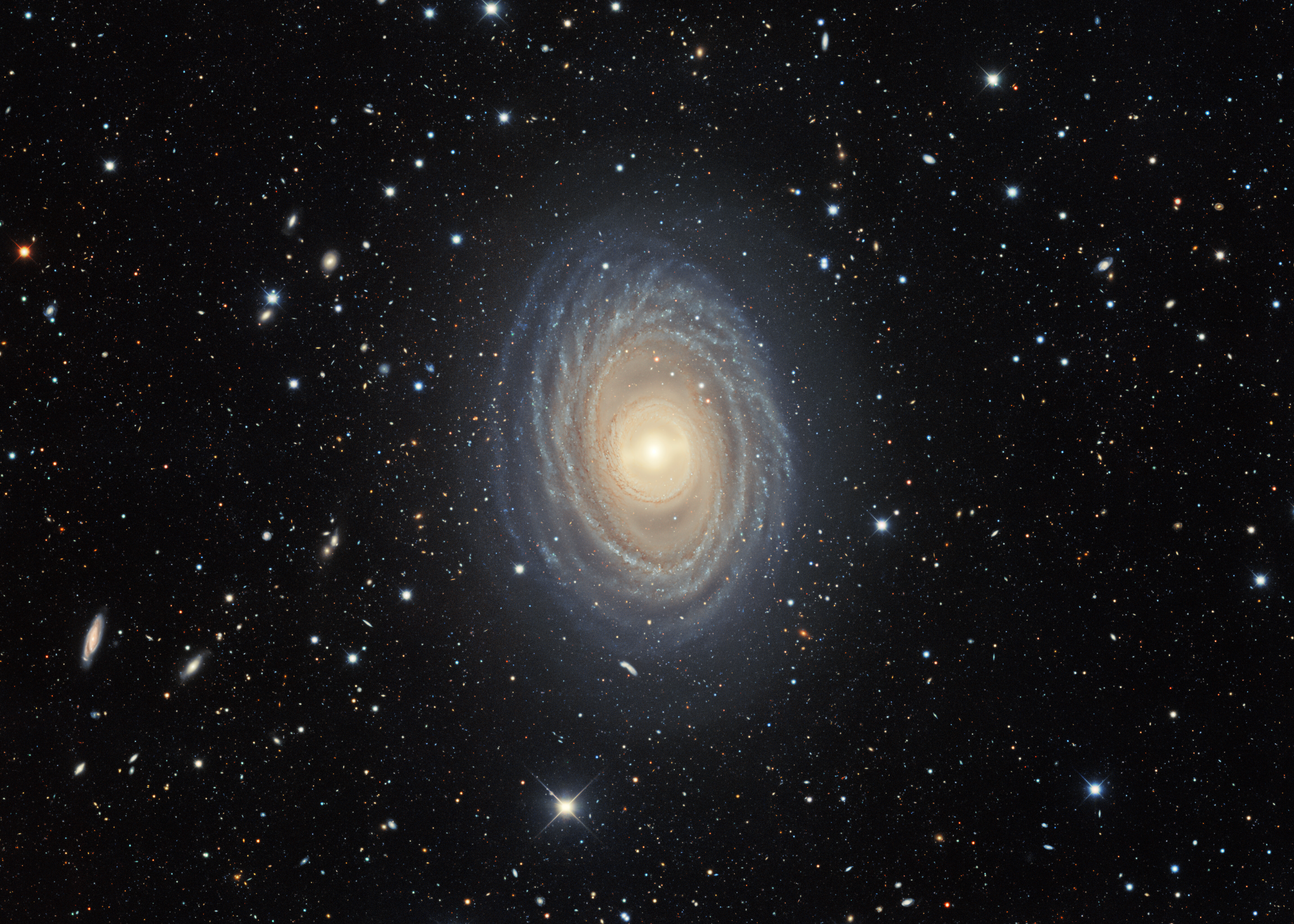
المجرة الحلزونية NGC 1398 التي تقع على بعد حوالي 65 مليون سنة ضوئية من الأرض

## روابط خارجية
- NGC 1398 على موقع ويكي سكاي: DSS2, SDSS, GALEX, IRAS, Hydrogen α, X-Ray, Astrophoto, Sky Map, Articles and images